# Quseir
Quseir (arabsky القصير‎ Al-Quṣajr) je egyptské město nacházející se na pobřeží Rudého moře. Město bylo založeno přibližně před 5000 lety. Představovalo významný staroegyptský přístav, jehož jméno znělo Tjaou (Thagho), právě odtud podnikla královna Hatšepsut expedici do země Puntů. Vedla z něj obchodní cesta do města Coptos (dnešní Qift) na břehu Nilu. Později bylo známo jako Leucus Limen, za římské doby pak jako Myos Hormos.  
V Quseiru, který se nachází přibližně 200 km na jih od Hurghady a 100 km na sever od Marsa Alam, žije přibližně 50 000 obyvatel, přičemž v roce 1986 jich bylo o 30 000 méně.
Památky:
1.  Mešita Shaykh Al-Farran  :nejstarší mešita v El Quseir se nachází nedaleko přístavu ve staré části města.Mešita je otevřena pro všechny bez ohledu na náboženství a pohlaví, s výjimkou času modlitby.
2. Osmanská pevnost: nachází se v centru města, byla postavena sultánem Selimem I. v roce 1571. Později několikrát stavebně upravena Poničena byla Brity během prudké bitvy v 19. stol. kdy na ní bylo vypáleno téměř 6000 dělových koulí. Do r.1975 ji používala egyptská pobřežní stráž.
3. Kostel Blahoslavené Panny Marie a mučednice Barbory: postavený v r.1920, autory jsou italští inženýři, kteří přijeli do Al-Quseir na začátku 20. stol. hledat fosfáty.
4. Stará policejní stanice: sídlí v historické budově s výhledem na přístav, byla postavena mezi 15. a 17. stol. a má dvě patra kolem otevřeného dvora.
5. Dům šejka Tawfika: význačný kus islámské architektury charakterizovaný velkou a dobře zachovalou  mashrabyou  pokrývající téměř jednu třetinu jeho hlavní fasády. Starobylý dům se nachází přímo na Cornish ulici s výhledem na moře (v současné době je v něm El Quseir Hotel)

## Podnebí
Quseir má podobně jako Marsa Alam a Šarm aš-Šajch nejvyšší noční teploty ze všech egyptských letovisek cestovního ruchu a Egypta obecně. Podnebí je zde horké a suché, průměrná roční teplota činí 25 °C, přesto je Quseir podobně jako Marsa Alam ušetřen velkých teplotních výkyvů, především zjara, kdy vanou horké větry z pouště, které ovlivňují spíše klima v severněji položené Hurghadě či Šarm aš-Šajchu.
Zimy jsou slunné a poměrně větrné, s denními teplotami v rozmezí 17-25 °C, v nejchladnější části zimy klesají noční teploty k 10 °C.
Léta jsou rovněž z většiny ušetřena extrémů, průměrná teplota je 29-30 °C, s denními maximy 35 °C a nočními minimy 28 °C. Mají dlouhý dozvuk až do začátku prosince, kdy ani noční teploty neklesají pod 18 °C a denní se stále pohybují u hranice 30 °C.
Úhrn srážek je zanedbatelný, pokud již přijdou, mají charakter silné a velmi krátké průtrže, a mohou způsobit silnou povodeň.